# Хршћевани
Хршћевани су насељено место у саставу општине Подбабље, Сплитско-далматинска жупанија, Република Хрватска.

## Историја
До територијалне реорганизације у Хрватској налазили су се у саставу старе општине Имотски.

## Становништво
На попису становништва 2011. године, Хршћевани су имали 392 становника.
| Број становника по пописима | Број становника по пописима | Број становника по пописима | Број становника по пописима | Број становника по пописима | Број становника по пописима | Број становника по пописима | Број становника по пописима | Број становника по пописима | Број становника по пописима | Број становника по пописима | Број становника по пописима | Број становника по пописима | Број становника по пописима | Број становника по пописима | Број становника по пописима |
| --------------------------- | --------------------------- | --------------------------- | --------------------------- | --------------------------- | --------------------------- | --------------------------- | --------------------------- | --------------------------- | --------------------------- | --------------------------- | --------------------------- | --------------------------- | --------------------------- | --------------------------- | --------------------------- |
| 1857                        | 1869                        | 1880                        | 1890                        | 1900                        | 1910                        | 1921                        | 1931                        | 1948                        | 1953                        | 1961                        | 1971                        | 1981                        | 1991                        | 2001                        | 2011                        |
| 0                           | 0                           | 0                           | 0                           | 0                           | 0                           | 0                           | 0                           | 0                           | 0                           | 0                           | 493                         | 566                         | 523                         | 421                         | 392                         |

Напомена: Исказује се од 1991. као самостално насеље настало издвајањем дела подручја насеља Змијавци (општина Змијавци), где су и садржани подаци од 1857. до 1961., осим у 1869. и 1921. када су подаци садржани у насељу Руновић (општина Руновићи).

### Попис1991.
На попису становништва 1991. године, насељено место Хршћевани је имало 523 становника, следећег националног састава:
| Попис 1991.‍ | Попис 1991.‍ | Попис 1991.‍ | Попис 1991.‍ | Попис 1991.‍ |
| ----------- | ----------- | ----------- | ----------- | ----------- |
|             |             |             |             |             |
| Хрвати      | Хрвати      |             | 520         | 99,42%      |
| Италијани   | Италијани   |             | 1           | 0,19%       |
| непознато   | непознато   |             | 2           | 0,38%       |
| укупно: 523 |             |             |             |             |